# ヒロハシサギ
ヒロハシサギ（広嘴鷺、学名:Cochlearius cochlearius）は、ペリカン目サギ科に分類される鳥類の一種である。別名ヒロハシゴイ。本種1種でヒロハシサギ属を形成する。

## 分布
メキシコ、中央アメリカから、アルゼンチン北部までの熱帯、亜熱帯地域に分布する。

## 形態
体長45-50 cm。顔は灰色がかった白色で、頭頂部は黒色。後頭部には黒く長い冠羽があり、背中まで伸びている。体の上面は青みがかった灰色で、胸や腹部は淡い褐色である。嘴は黒色で脚は灰色で、繁殖期には脚の色が黄色がかってくる。
本種の最大の特徴は嘴の形状で、サギ科の種としては例外的に幅が広く顔と比べると大きくなっている。この嘴の形状が生態上何に役立っているのかは不明である。

## 生態
熱帯雨林やマングローブ林の水辺に生息する。夜行性。
魚類、甲殻類、昆虫類を捕食する。泥で濁った場所で好んで採餌する。
番いか小さなコロニーを形成して繁殖し、1腹2-4個の卵を産む。抱卵期間は25-35日である。雌雄ともに抱卵する。

## 亜種
以下の5亜種に分類される。
- Cochlearius cochlearius zeledoni
- Cochlearius cochlearius phillipsi
- Cochlearius cochlearius ridgwayi
- Cochlearius cochlearius panamensis
- Cochlearius cochlearius cochlearius